# Hotze de Roos
Hotze de Roos (Langezwaag, 24 november 1909 – Krommenie, 15 oktober 1991) was een Nederlandse jeugdboekenschrijver.
De Roos werd geboren in Friesland, in het dorp Langezwaag, dat nu deel uitmaakt van de gemeente Opsterland. Later woonde hij in het Noord-Hollandse Krommenie. Na de lagere school en de ambachtsschool werd hij timmerman. Hij begon ook stukjes te schrijven voor de krant.
De Roos is vooral bekend geworden als schrijver van de jeugdboeken over de tweeling Sietse en Hielke Klinkhamer. Zij spelen de hoofdrol in de boekenserie De Kameleon.
Hij schreef het eerste Kameleon-boek in 1948 onder de titel Sietse en Hielke, de belhamels van de dorpssmid. Uitgeverij Kluitman wilde echter dat de titel werd veranderd in De schippers van de kameleon. De reden waarvoor De Roos voor Kluitman had gekozen was dat deze uitgeverij al bekendheid had opgebouwd met soortgelijke series, zoals Dik Trom en Pietje Bell.
De Hotze de Roosprijs is een prijs die jaarlijks aan een debuterende kinderboekenschrijver wordt uitgereikt.
Hotze de Roos overleed op 81-jarige leeftijd.

## Krommenie

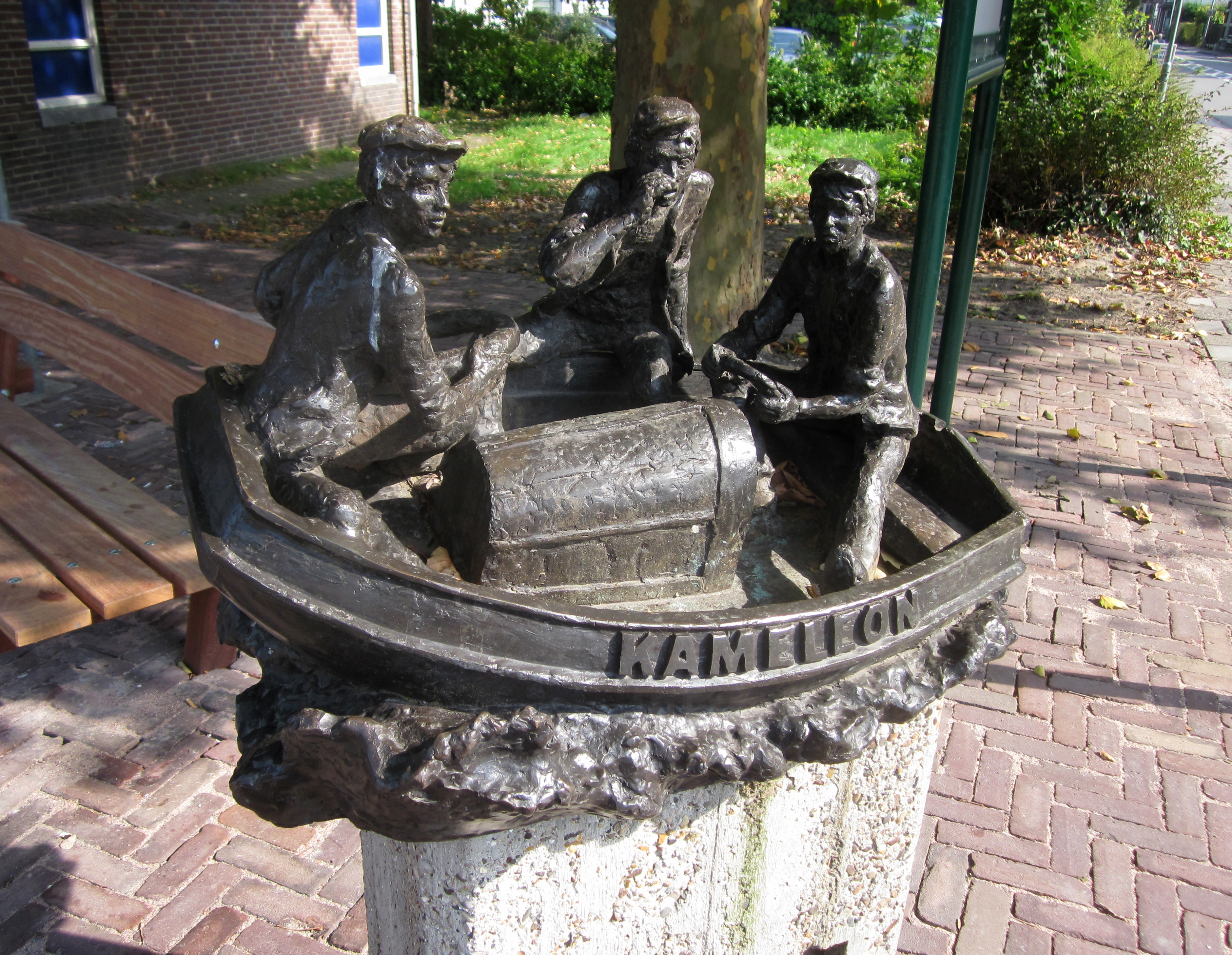
Beeld van de Kameleon

- Ten noorden van Krommenie staat een molen genaamd De Woudaap die Hotze de Roos heeft geïnspireerd voor de Kameleon-serie;
- Te Krommenie is aan de Zuiderhoofdstraat een beeld van de Kameleon geplaatst.
- In Krommenie was een veldwachter Zwart.